# Baron Holmpatrick
Baron Holmpatrick (auch Holm Patrick oder HolmPatrick), of Holm Patrick in the County of Dublin, ist ein erblicher britischer Adelstitel in der Peerage of the United Kingdom.

## Verleihung
Der Titel wurde am 27. Juli 1897 für den Unterhausabgeordneten Ion Hamilton geschaffen.
Heutiger Titelinhaber ist seit 1991 sein Urenkel Hans Hamilton als 4. Baron.

## Liste der Barone Holmpatrick (1897)
- Ion Hamilton, 1. Baron Holmpatrick (1839–1898)
- Hans Hamilton, 2. Baron Holmpatrick (1886–1942)
- James Hamilton, 3. Baron Holmpatrick (1928–1991)
- Hans Hamilton, 4. Baron Holmpatrick (* 1955)

Titelerbe (Heir Presumptive) ist der Bruder des aktuellen Titelinhabers Hon. Ion Hamilton (* 1956).